# Saint-Jean-de-Sauves
Saint-Jean-de-Sauves ist eine französische Gemeinde mit 1.292 Einwohnern (Stand: 1. Januar 2022) im Département Vienne in der Region Nouvelle-Aquitaine; sie gehört zum Arrondissement Châtellerault und zum Kanton Loudun (bis 2015: Kanton Moncontour). Die Einwohner werden Clémentins genannt.

## Geographie
Saint-Jean-de-Sauves liegt etwa 34 Kilometer nordwestlich von Poitiers am Ufer des namengebenden Flusses Sauves. Umgeben wird Saint-Jean-de-Sauves von den Nachbargemeinden Saint-Clair und La Chaussée im Norden, Verrue im Osten und Nordosten, Chouppes im Osten und Südosten, Mazeuil im Süden, La Grimaudière im Südwesten, Marnes im Westen sowie Moncontour im Nordwesten.

## Bevölkerungsentwicklung
| Jahr                      | 1962 | 1968 | 1975 | 1982 | 1990 | 1999 | 2006 | 2013 |
| Einwohner                 | 1185 | 1171 | 1480 | 1486 | 1436 | 1294 | 1307 | 1353 |
| Quelle: Cassini und INSEE |      |      |      |      |      |      |      |      |

## Sehenswürdigkeiten

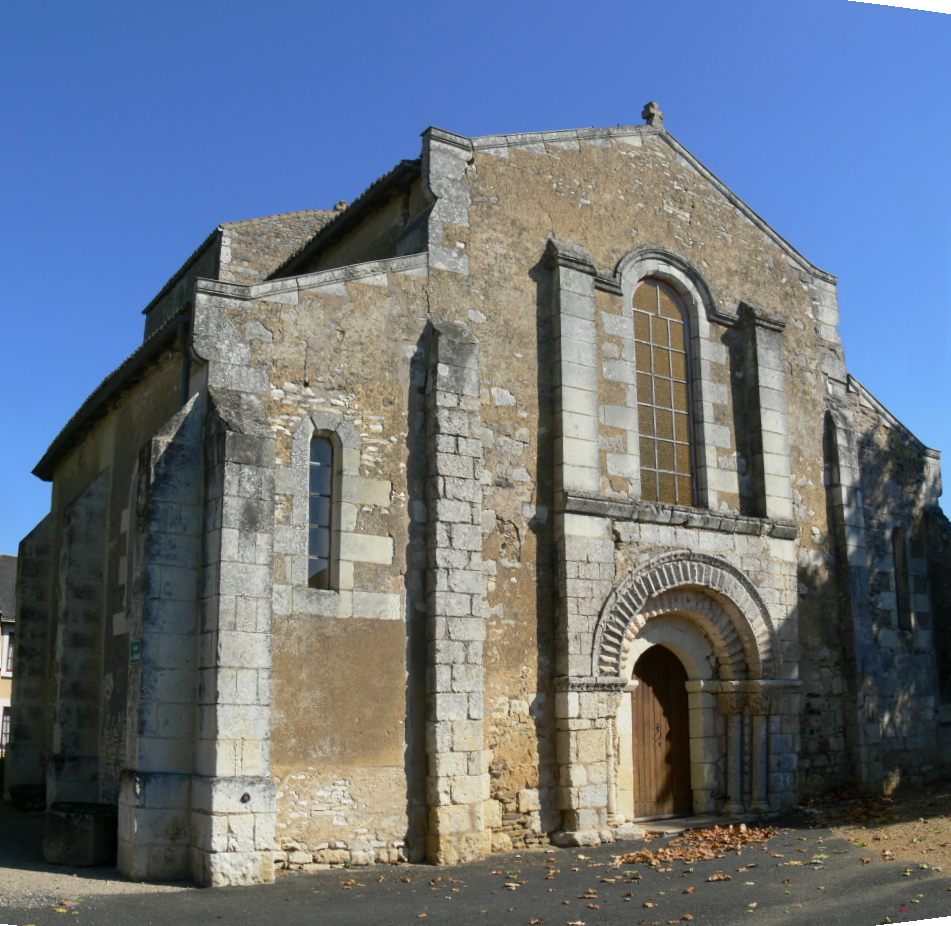
Kirche Saint-Pierre

- Kirche Saint-Pierre in Fontenay-sur-Dive aus dem 11./12. Jahrhundert, Umbauten aus dem 19. Jahrhundert, Monument historique seit 1926
- Kapelle La Roche
- Museum